# 香港愛護動物協會

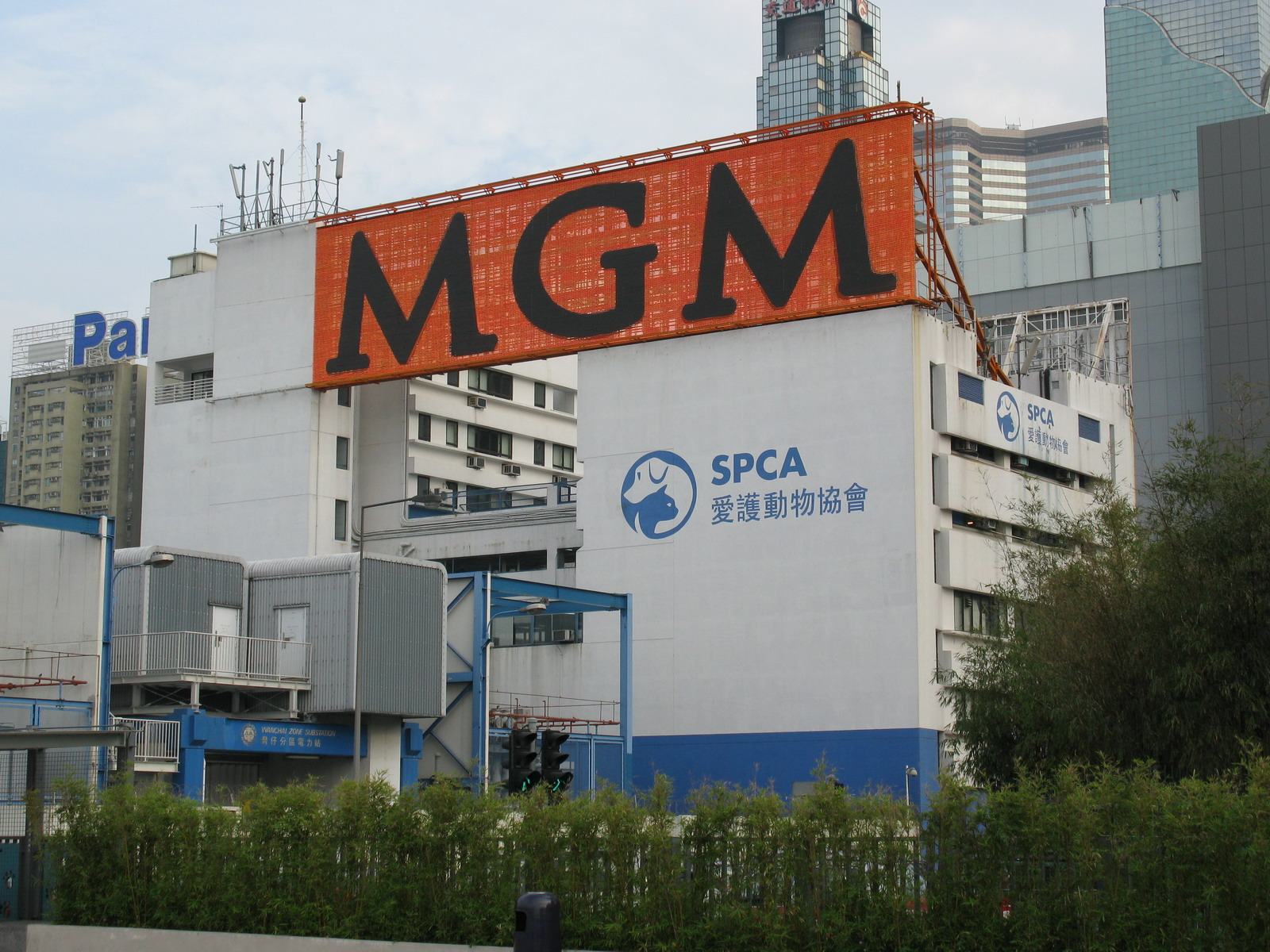
位於香港島灣仔的香港愛護動物協會總部

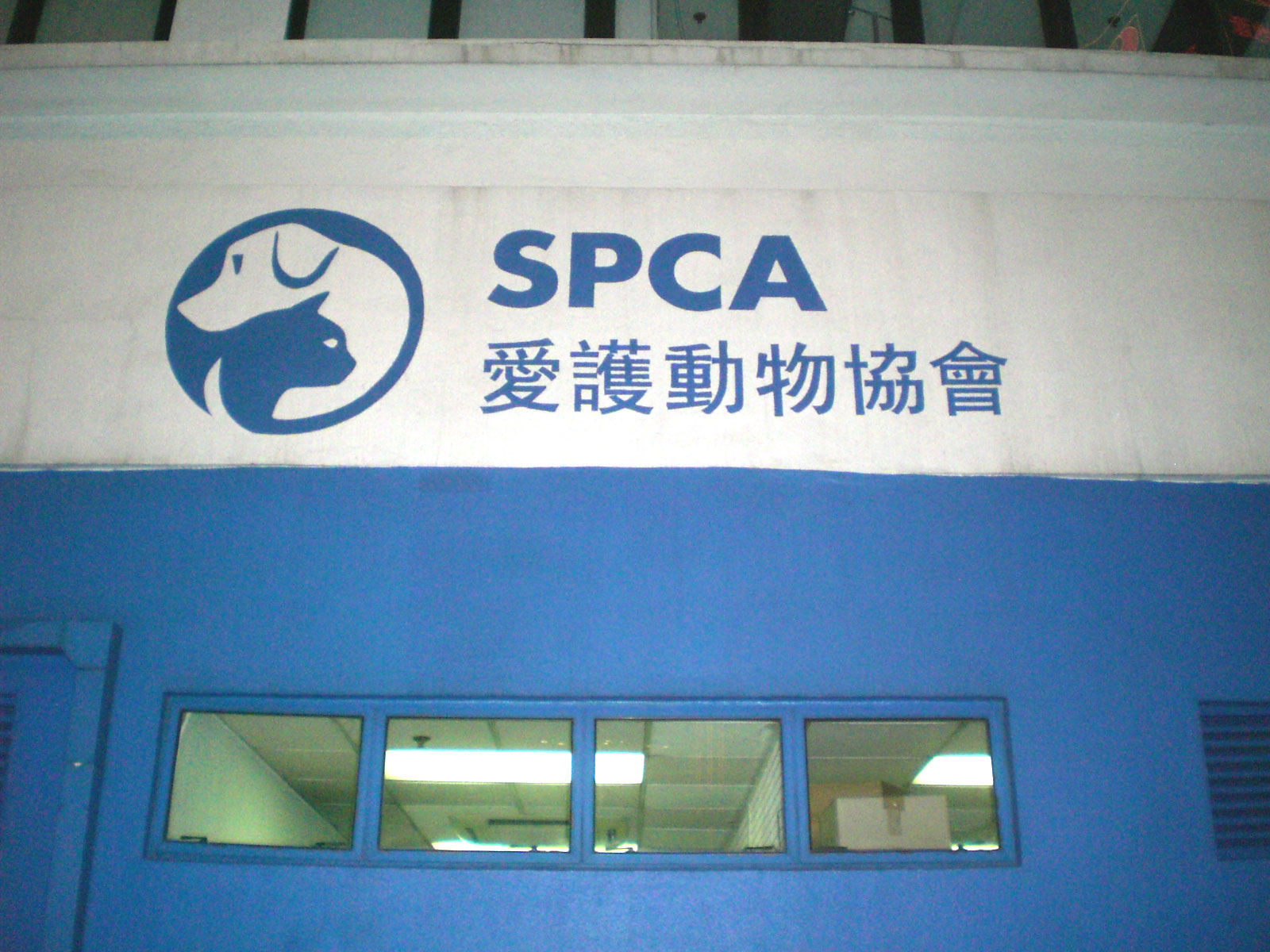
總部外牆

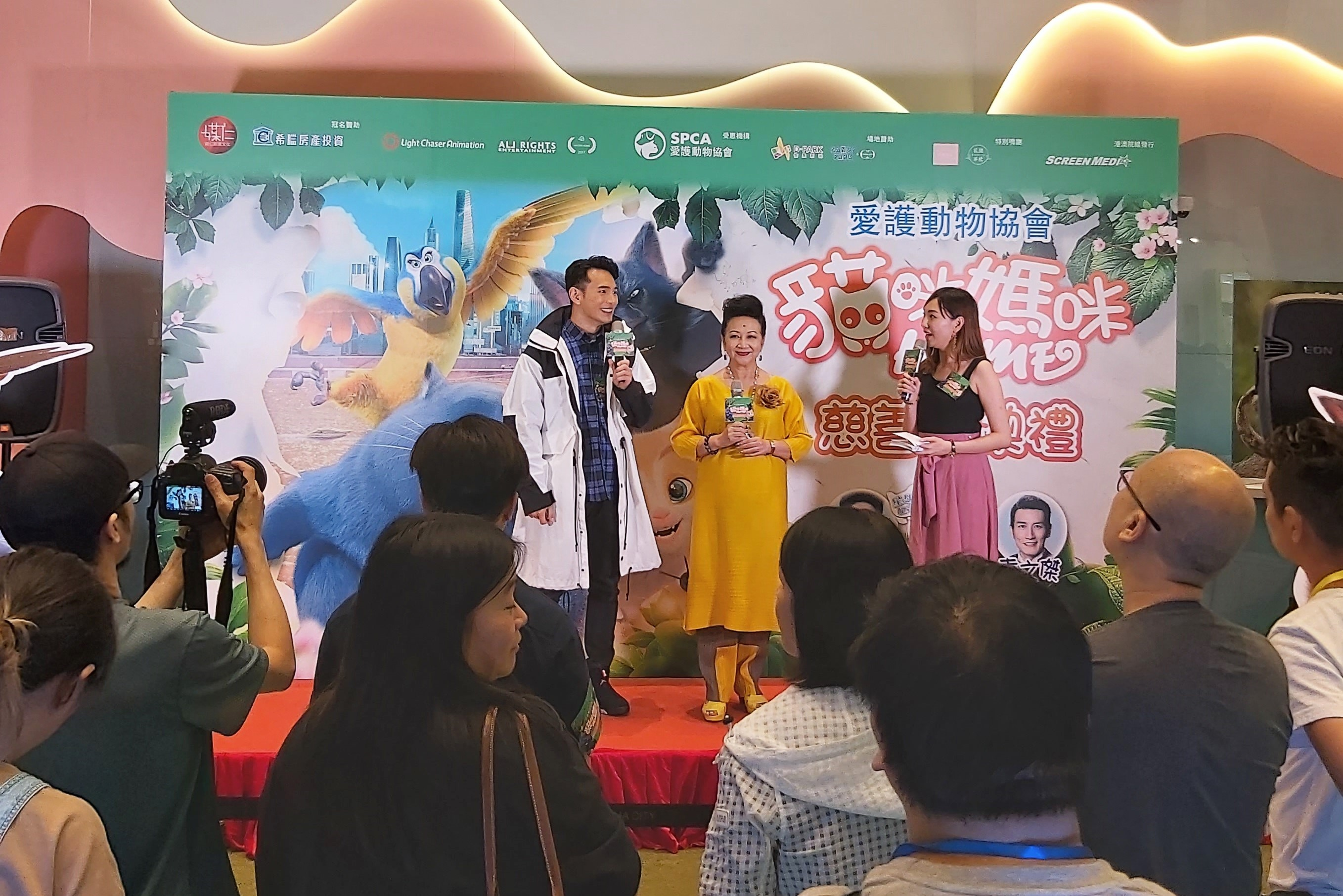
2019年8月1日，香港愛護動物協會主辦《貓咪媽咪Home》電影慈善首映禮，於荃灣D·PARK愉景新城舉行。主席藝人：王梓軒（左一）、薛家燕（左二）

香港愛護動物協會（英文：Society for the Prevention of Cruelty to Animals (Hong Kong)，縮寫：SPCA (HK)）是一家成立於1903年的香港非牟利組織，曾名「香港防止虐待禽畜會」及「皇家香港防止虐畜會」，通稱「防止虐畜會」。其宗旨為提倡保護動物和防止動物受傷害，是两岸四地首家保护動物權利的非政府组织，也是香港历史最悠久的动物福利組織。
香港愛護動物協會總部位於灣仔運盛街5號，在其它地區設有分中心。協會运作主要由各地義工幫助，资金來自香港社會各界的捐款，由香港政府审计。現任會長為傅明憲，其贊助人傳統上是香港總督或香港特別行政區行政長官夫人。

## 歷史
香港愛護動物協會是两岸四地華人地區中第一个保護動物權利的民間组織，经過近百年的發展，現已成為颇具规模的動物保護慈善機構。協會於1903年成立時原稱「香港防止虐待禽畜會」，1978年改為「皇家香港防止虐畜會」，1989年再改為「皇家香港愛護動物協會」，1997年7月1日再改成現時的「香港愛護動物協會」。而香港愛護動物協會的名譽主席和贊助人一職，一直按傳統由香港政府的最高首長夫人擔綱，如回歸前的歷任香港總督夫人，以及回歸后的歷任行政長官夫人。
- 1903年8月29日，香港防止虐待禽畜會（The Hongkong Society for the Prevention of Cruelty to Animals）在英屬香港成立，成为华人地区第一个动物保护的民间组织。
- 1914年，因第一次世界大戰影響被迫暫停活動。
- 1921年，防止虐待禽畜會重組，由香港總督司徒拔爵士任會長及贊助人。
- 1934年，建立华人社会中第一家专门收留流浪猫狗的动物保护基地──狗兒之家。
- 第二次世界大战期间，协会的一切工作暂停，会员因战乱各散东西。戰後，防止虐畜會在香港政府和民间人士的组织下重新运作。
- 1978年，获英國皇家防止虐待動物協會提供协助，易名為皇家香港防止虐畜會（The Royal Society for the Prevention of Cruelty to Animals, Hong Kong）。
- 1989年，中文名稱易名為皇家香港愛護動物協會（The Royal Society for the Prevention of Cruelty to Animals, Hong Kong）。
- 1992年，旗下的動物福利中心落成。
- 1995年，因應香港主權移交，協會決議更名为香港愛護動物協會（Society for the Prevention of Cruelty to Animals (Hong Kong)），並於1997年1月1日起正式將協會名稱中「皇家」及「Royal」一字剔除。
- 2001年5月，倡議提出及贊助首屆在馬尼拉舉行的「動物在亞洲」專題研討會。
- 2001年9月，现代化的梅窩寶寶動物福利中心正式投入服務。
- 2002年，香港多個「貓隻收集箱」退役回收，其中一個「貓隻收集箱」收藏于香港歷史博物館，作為香港動物福利歷史的引證。
- 2003年9月，在香港主辨了第二屆「動物在亞洲」國際會議。
- 2012年7月，向李嘉誠基金會申請資助，籌建赤柱領養中心。[2]

## 資金來源及支出
於2010-11會計年度，總收入約為8千萬港元，當中41%來自獸醫服務、21%來自籌募活動、20%來自會員服務及捐款、剩餘的18%則來自廣告及其他收入。支出與收入相約，其中3%用以支付行政開支。

## 主要工作
香港本土工作
- 收集及拯救被遺棄、受傷的動物。
- 調查虐待動物的報告。
- 接收香港市民棄養的動物，以解流浪動物之困。
- 為貓狗提供廉價的絕育手術服務，以避免動物被繁殖後無人願意養育的情況。
- 為無家可歸的動物尋覓新主人。
- 盡可能為一些無家可歸的動物提供住院的服務，包括：基本的獸疾護理、治療，甚至大型手術。
- 向公眾傳揚「寵物主人應有的責任與動物福利」之訊息。

中国大陆工作
- 与国家民政部、公安部、农业部等相关部门合作，推展保护动物、爱惜动物等项目
- 宣扬保護动物信息。
- 与相关政府机构、民间组织合作，接收社会各界举报，杜绝不人道的虐杀动物行为。杜绝食用残杀猫、狗等宠物的行为。
- 参与国家动物保护立法项目，协助《中华人民共和国动物保护法》的立法和实施，提供香港和国外经验。宣传和协助动物保护法律的实施。
- 杜绝市场制造销售残害动物的商品如：皮草，含有熊胆、犀牛角等保护动物的药品，象牙艺术品等。
- 为偏远落后地区构建动物防疫站。
- 收养各地流浪动物，并为各地提供专业兽医医疗技术和帮助。
- 与内地多家农畜牧高校合作多个动物课题，推广新的动物科技。

## 寵物領養
每年透過協會獲領養的寵物數量達2千多隻，並有上升趨勢。

## 爭議

### 人道毀滅數量高企
按香港愛護動物協會週年匯報資料顯示，於2010/11年度被人道毀滅的動物總數為4,445隻，是繼香港政府後，每年人道毀滅動物數量堪比政府的非政府組織，也是香港歷來毀滅動物最多的動物福利組織。。香港愛護動物協會解釋毀滅動物的理由，大多是指動物無法救治或不宜領養，然而毀滅動物數量之多，被質疑是否全部動物都是無法救治或不宜領養，還是只為協助漁農自然護理署「清除」不要的動物。

### 認為建立一個獨立動物警察組織沒有效
有鑒於香港虐待動物情況日益嚴重，立法會議員陳克勤於2010年11月3日向立法會提交制訂動物友善政策動議的議案，要求政府成立動物警察，專門負責調查動物受虐待及被遺棄案件。香港愛護動物協會原則上支持這項議案，但是認為建立一個獨立的動物警察組織沒有效，認為結合協會對動物的知識，加上香港警務處的專業調查，香港早就已經擁有一個最有效相關組織。

## 外部連結
- 香港愛護動物協會 主页 （页面存档备份，存于）
- 香港愛護動物協會的網誌 （页面存档备份，存于）
- 香港爱护动物协会现任会长傅明宪小姐的新浪微博
- 香港爱护动物协会中国外展总监柳俊江先生的新浪微博
- 香港愛護動物協會的Facebook專頁
- 香港愛護動物協會的Instagram帳戶
- YouTube上的香港愛護動物協會頻道